# HMCS Sioux (R64)
«Сіу» (R64) (англ. HMCS Sioux (R64) — військовий корабель, ескадрений міноносець типу «V» Королівського військово-морського флоту Канади за часів Другої світової війни.
Ескадрений міноносець «Сіу» закладений 31 жовтня 1942 року на верфі компанії J. Samuel White на острові Коуз, під назвою «Віксен». 14 вересня 1943 року він був спущений на воду, а 5 березня 1944 року увійшов до складу Королівських ВМС Канади. Есмінець брав участь у бойових діях на морі в Другій світовій війні, бився у Північній Атлантиці біля берегів Франції, Англії та Норвегії, забезпечував висадку союзників у Нормандії, супроводжував арктичні конвої. У 1950—1951 роках брав участь у бойових діях у Кореї.
За проявлену мужність та стійкість у боях Другої світової та Корейської воєн бойовий корабель заохочений чотирма бойовими відзнаками.

## Бойовий шлях

### 1944
30 березня 1944 року есмінець «Сіу» був включений до складу сил, що готувались до проведення операції «Тангстен» — атаці палубною авіацією королівського військово-морського флоту Великої Британії німецького лінкора «Тірпіц». Британське командування побоювалося, що цей єдиний лінкор, що лишився у німців і переховувався в Алта-фіорді, після ремонту знову стане загрозою стратегічно важливим арктичним конвоям, які доставляли вантажі до Радянського Союзу. Знищення лінкора дозволило б звільнити кілька важких бойових кораблів, що дислокувалися у Північному морі для протидії «Тірпіцу».
3 квітня 1944 року літаки з п'яти авіаносців завдали удару по «Тірпіцу». Британські льотчики на 42 пікіруючих бомбардувальниках Fairey Barracuda у супроводі 80 винищувачів зустріли серйозний опір німців. Й хоча п'ятнадцять авіабомб вразили ціль, німецькому лінійному кораблю не були завдані суттєвих збитків. Через два місяці він знову увійшов до строю. Втрати британців склали чотири літаки, дев'ять льотчиків загинули.
17 липня разом з лінкором «Герцог Йоркський» та крейсерами «Кент», «Девоншир» і «Джамайка» ескадрений міноносець «Сіу» прикривали авіаносну групу з авіаносців «Формідабл», «Індіфатігебл» та «Фьюріос», що проводили чергову спробу атакувати німецький лінійний корабель «Тірпіц» у норвезькому фіорді Каафіорд.
З 17 до 23 вересня 1944 року есмінець входив до складу ескорту конвою JW 60 до Мурманська та зворотний конвой RA 60.

### 1945
1 січня 1945 року «Сіу» з крейсером «Дайадем», ескортним авіаносцем «Віндекс» та есмінцями «Мінгз», «Савідж», «Скодж», «Серапіс», «Замбезі», «Зебра», «Сторд» і «Алгонкін» вийшов на ескорт арктичного конвою JW 63 до Кольської затоки.
8 січня 1945 року конвой прибув до Росії, а 11 січня вийшов зворотній конвой RW 63, з 29 суден. Під час переходу попав у зону суворого шторму, вітер сягав 157 км/год, судна були розкидані й практично поодинці дісталися Лох Ю лише 21 січня. У лютому «Алгонкін» і «Сіу» вийшли до Мінча для зустрічі канадського авіаносця «Панчер».